# Konstantinos Kollias
Konstantinos Kollias (griechisch Κωνσταντίνος Κόλλιας, * 1901 in Stylia, Präfektur Korinthia; † 13. Juli 1998) war ein griechischer Jurist, Politiker und kurzzeitig Ministerpräsident.
Kollias absolvierte an der Universität Athen ein Studium der Rechtswissenschaften. Ab 1929 war er im Verwaltungsdienst tätig. 1946 wurde er stellvertretender Staatsanwalt und 1962 unter der konservativen Regierung Konstantinos Karamanlis Generalstaatsanwalt am Obersten Gericht in Athen. Weil er in der Lambrakis-Affäre angeblich unzulässigen Druck auf den Vernehmungsrichter  Sartzetakis ausgeübt haben soll, wurde ihm während der Regierung der Enosis Kendrou unter Georgios Papandreou eine Disziplinarstrafe angedroht. Seine Forderung auf Freispruch für die Beschuldigten, verschärfte die angespannte innenpolitische Lage.
Nach dem unerwarteten Militärputsch 1967 musste König Konstantin II. der Benennung Kollias’ zum Ministerpräsidenten als Zugeständnis an die Putschisten zustimmen. Kollias war vom 3. bis zum 20. November zusätzlich Außenminister in seinem Kabinett. Am 13. Dezember 1967 unterstützte er den Gegenputsch des Königs und flüchtete anschließend mit diesem nach Rom. Kurze Zeit später kehrte Kollias nach Athen zurück ohne politische oder juristische Ämter. Im Amt des Ministerpräsidenten wurde er durch Georgios Papadopoulos abgelöst.